# Kommission von der Leyen II

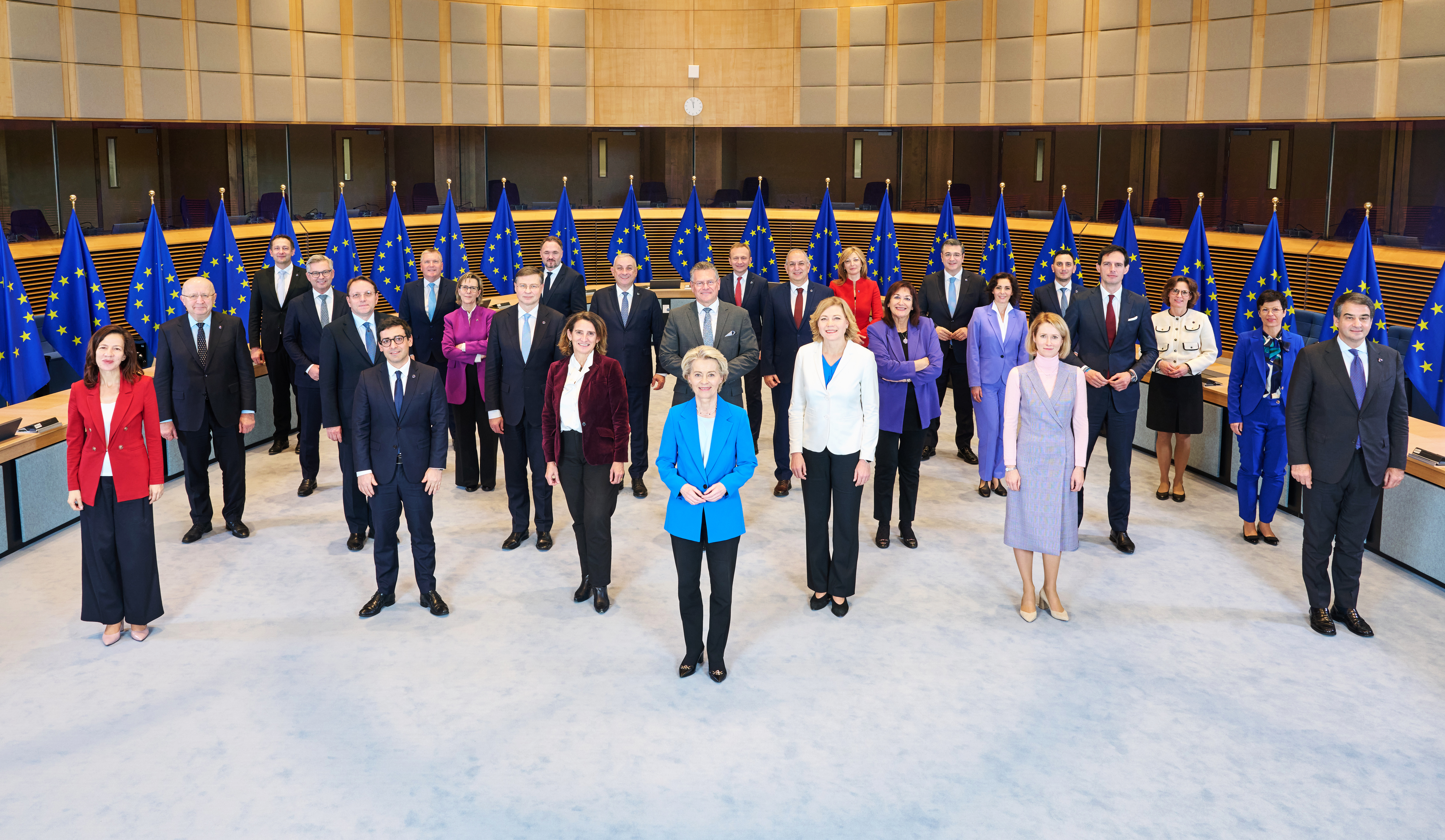
Offizielles Gruppenfoto der Kommission von der Leyen II (2024)

Die Kommission von der Leyen II bildet die aktuelle Europäische Kommission. Sie nahm am 1. Dezember 2024 als Nachfolgerin der Kommission von der Leyen I nach ihrer Wahl durch das Europäische Parlament am 27. November und der anschließenden formellen Bestätigung durch den Europäischen Rat ihre Arbeit auf. Bereits Mitte September 2024 wurden die Kandidaten und die Verteilung der Ressorts präsentiert.

## Entwicklung

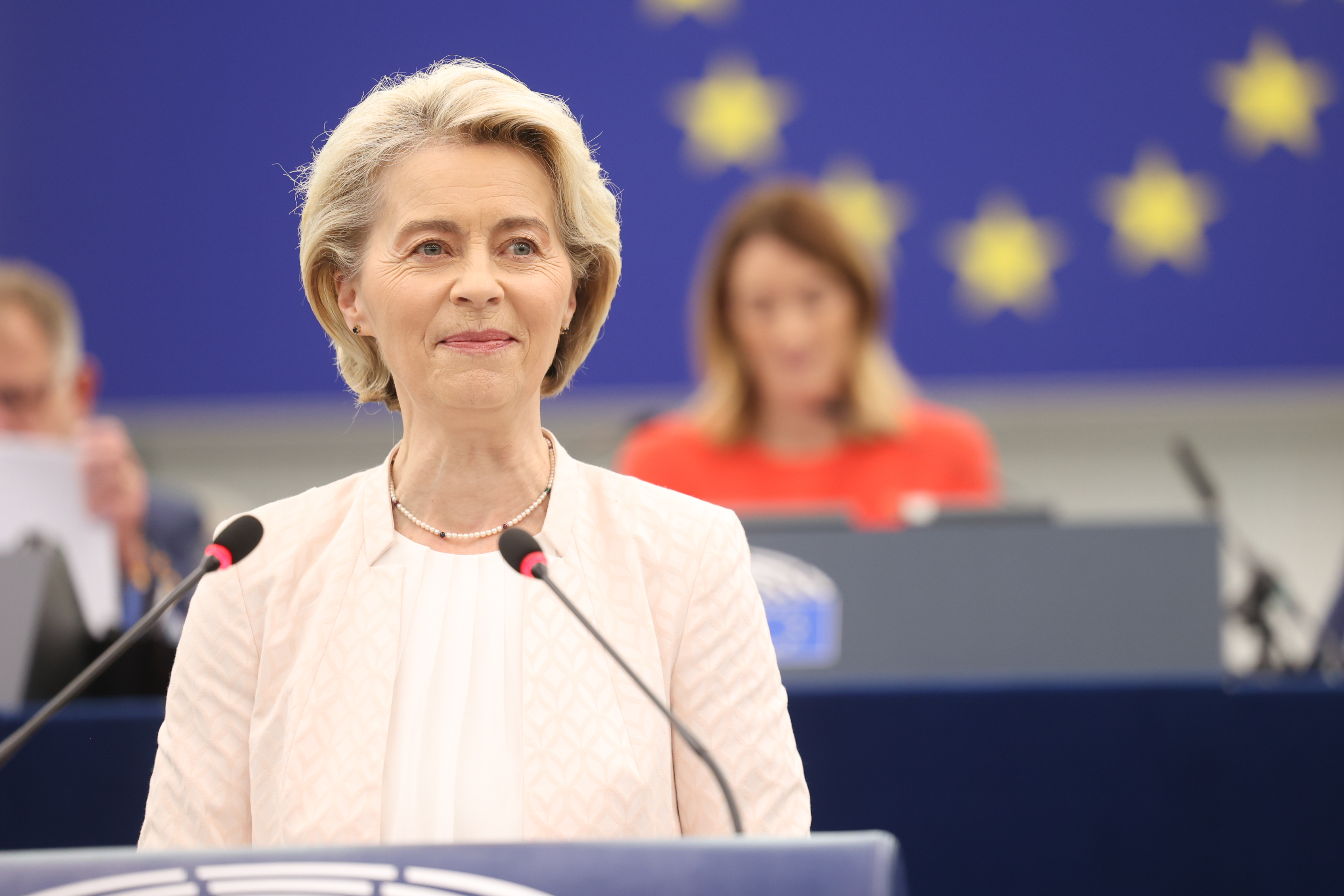
Ursula von der Leyen während ihrer Bewerbungsrede als Kommissionspräsidentin im Europäischen Parlament

Im Nachgang der Europawahl 2024, bei der die Europäische Volkspartei (EVP) als stärkste Kraft hervorgegangen war, wurde deren Spitzenkandidatin und bisherige Kommissionspräsidentin Ursula von der Leyen am 28. Juni 2024 vom Europäischen Rat mit qualifizierter Mehrheit für eine weitere Amtszeit nominiert. Sie erhielt dabei 25 Ja-Stimmen, eine Nein-Stimme (Ungarn) und eine Enthaltung (Italien). Im gleichen Zuge wählte dieser António Costa (SPE) zum Ratspräsidenten und nominierte Kaja Kallas (ALDE) als Hohe Vertreterin für Außenpolitik.
Am 18. Juli 2024 erhielt von der Leyen im Europäischen Parlament in geheimer Wahl 401 von 707 abgegebenen Stimmen und war somit im ersten Wahlgang gewählt. Die erforderliche absolute Mehrheit lag bei 360 Stimmen, 284 Abgeordnete stimmten gegen von der Leyen, 22 Stimmzettel waren leer oder ungültig. Sie wurde dabei von den Fraktionen EVP, S&D, Renew Europe und den Grünen/EFA unterstützt. Im Vorfeld war auch über eine Unterstützung durch die EKR spekuliert worden; diese gaben jedoch bekannt, aufgrund der Zustimmung der Grünen/EFA gegen von der Leyen gestimmt zu haben. Zuvor hatte von der Leyen dem Parlament ihre politischen Leitlinien vorgestellt.
| Wahlgang                                                             | Kandidatin      | Kandidatin                 | Stimmen    | Stimmenzahl | Anteil | Unterstützende Fraktionen | Unterstützende Fraktionen | Unterstützende Fraktionen | Unterstützende Fraktionen | Unterstützende Fraktionen |
| -------------------------------------------------------------------- | --------------- | -------------------------- | ---------- | ----------- | ------ | ------------------------- | ------------------------- | ------------------------- | ------------------------- | ------------------------- |
| 1. Wahlgang                                                          |                 | Ursula von der Leyen (EVP) | Ja-Stimmen | 401         | 56,2 % |                           |                           |                           |                           | EVP, S&D, RE, Grüne/EFA   |
| 1. Wahlgang                                                          | Nein-Stimmen    | Ursula von der Leyen (EVP) | 284        | 39,5 %      |        |                           |                           |                           |                           | EVP, S&D, RE, Grüne/EFA   |
| 1. Wahlgang                                                          | Leer / Ungültig | Ursula von der Leyen (EVP) | 22         | 3,1 %       |        |                           |                           |                           |                           | EVP, S&D, RE, Grüne/EFA   |
| 1. Wahlgang                                                          | nicht abgegeben | Ursula von der Leyen (EVP) | 12         | 1,7 %       |        |                           |                           |                           |                           | EVP, S&D, RE, Grüne/EFA   |
| Damit wurde Ursula von der Leyen zur Kommissionspräsidentin gewählt. |                 |                            |            |             |        |                           |                           |                           |                           |                           |

Im Anschluss an ihre Wahl begann Ursula von der Leyen mit der Zusammenstellung ihrer zweiten Kommission. Dabei ist zu berücksichtigen, dass jeder Mitgliedstaat einen Kommissar nominieren darf und diese gemeinsam vom EU-Parlament bestätigt werden müssen. Die Kommissionspräsidentin forderte die Mitgliedstaaten deshalb auf, bis zum 30. August 2024 jeweils einen männlichen und einen weiblichen Kandidaten zu benennen, um eine geschlechterparitätische Kommission zu erreichen. Ausschließlich Länder, die einen amtierenden Kommissar wiederbenennen, wurden davon ausgenommen. Nur Bulgarien hielt sich jedoch hieran und nominierte Ekaterina Sachariewa und Julian Popow, unter denen sich von der Leyen für Sachariewa entschied. Dadurch ist das Geschlechterverhältnis in der neuen Kommission mit 15 Männern und 12 Frauen voraussichtlich nicht genau gleichverteilt.
Der ursprünglich von Slowenien nominierte Tomaž Vesel zog seine Kandidatur im Laufe des Prozesses zurück; stattdessen wurde Marta Kos vorgeschlagen. Am 16. September 2024 zog sich auch der von Frankreich als Kommissar nominierte Thierry Breton, der in der neuen Kommission Exekutiver Vizepräsident für Industrie und strategische Autonomie werden sollte, von seinem bisherigen Amt als EU-Kommissar für den Binnenmarkt zurück. Frankreichs Präsident Emmanuel Macron nominierte daraufhin Außenminister Stéphane Séjourné als neuen Kommissar. Einen Tag später, am 17. September 2024, stellte von der Leyen die Verteilung der Ressorts vor. Die Kandidaten mussten sich nun in Anhörungen vor den Ausschüssen des Europäischen Parlaments präsentieren und anschließend im Plenum gewählt werden, bevor sie formal vom Europäischen Rat ernannt werden konnten.
Am 27. November 2024 bestätigten die EU-Abgeordneten die neue Kommission mit 370 Ja-Stimmen bei 282 Gegenstimmen und 36 Enthaltungen. Aufgrund der Personalie Raffaele Fitto verweigerte die deutsche SPD-Gruppe in der S&D-Fraktion der Kommission wie schon 2019 ihre Zustimmung, auch Teile der Grünen-Fraktion wählten sie nicht. Die Delegationen der österreichischen Grünen und FPÖ stimmten geschlossen gegen die Kommission; während sich Evelyn Regner (SPÖ) enthielt und Angelika Winzig (ÖVP) abwesend war, wählten alle weiteren österreichischen EU-Abgeordneten die neue Kommission. Die formelle Ernennung der neuen Kommission für den Zeitraum vom 1. Dezember 2024 bis zum 31. Oktober 2029 erfolgte durch den Europäischen Rat mit qualifizierter Mehrheit am 28. November 2024 in einem schriftlichen Verfahren.
| 1. Wahlgang                                              | Ja-Stimmen         | 370 | 53,8 % |
| 1. Wahlgang                                              | Nein-Stimmen       | 282 | 40,9 % |
| 1. Wahlgang                                              | Enthaltungen       | 36  | 5,2 %  |
| 1. Wahlgang                                              | Abgegebene Stimmen | 688 | 95,7 % |
| Damit wurde die Kommission Ursula von der Leyen gewählt. |                    |     |        |

## Kommissionsmitglieder
(Quelle: )

### Präsidentin
| Amt         | Bild                 | Name                 | Mitgliedstaat | Europapartei | Europapartei | nationale Partei | Zugeordnete Generaldirektionen |
| ----------- | -------------------- | -------------------- | ------------- | ------------ | ------------ | ---------------- | ------------------------------ |
| Präsidentin | Ursula von der Leyen | Ursula von der Leyen | Deutschland   |              | EVP          | CDU              | SG, SJ, COMM                   |

### Exekutive Vizepräsidenten (Kommissare)
Wie schon in den beiden vorherigen Kommissionen gibt es auch diesmal eine Gruppe „Exekutiver Vizepräsidenten“, welche eine herausgehobene Stellung unter den Kommissaren einnehmen und mehrere zugeordnete Ressorts verantwortlich leiten bzw. koordinieren. Die Position der „einfachen“ Vizepräsidenten, wie in der vorherigen Kommission, ist in dieser Kommission (mit Ausnahme der Hohen Vertreterin, welche qua Amt Vizepräsidentin ist) nicht mehr vorgesehen. In der nachfolgenden Tabelle sind die Vizepräsidenten entsprechend der offiziellen Vertretungsreihenfolge der Präsidentin aufgeführt:
| Ressort                                                                                      | Bild | Name              | Mitgliedstaat | Europapartei | Europapartei | nationale Partei | Zugeordnete Generaldirektionen |
| -------------------------------------------------------------------------------------------- | ---- | ----------------- | ------------- | ------------ | ------------ | ---------------- | ------------------------------ |
| Sauberer, gerechter und wettbewerbsfähiger Übergang Wettbewerb                               |      | Teresa Ribera     | Spanien       |              | SPE          | PSOE             | COMP                           |
| Technische Souveränität, Sicherheit und Demokratie Digitale- und Grenztechnologien           |      | Henna Virkkunen   | Finnland      |              | EVP          | KOK              | CNECT, DIGIT                   |
| Wohlstand und Industriestrategie Industrie, KMU und den Binnenmarkt                          |      | Stéphane Séjourné | Frankreich    |              | ALDE         | RE               | GROW                           |
| Hohe Vertreterin der Europäischen Union für Außen- und Sicherheitspolitik                    |      | Kaja Kallas       | Estland       |              | ALDE         | RE               | EEAS, FPI                      |
| Menschen, Qualifikationen und Vorsorge Bildung, hochwertige Arbeitsplätze und soziale Rechte |      | Roxana Mînzatu    | Rumänien      |              | SPE          | PSD              | EMPL, EAC                      |
| Kohäsion und Reformen Regionalentwicklung und Städte                                         |      | Raffaele Fitto    | Italien       |              | EKR          | FdI              | REGIO                          |

### Kommissare
| Ressort                                                                                | Bild | Name                   | Mitgliedstaat | Europapartei | Europapartei        | nationale Partei          | Zugeordnete Generaldirektionen                            |
| -------------------------------------------------------------------------------------- | ---- | ---------------------- | ------------- | ------------ | ------------------- | ------------------------- | --------------------------------------------------------- |
| Resilienz und Krisenmanagement Gleichstellung                                          |      | Hadja Lahbib           | Belgien       |              | ALDE                | MR                        | ECHO                                                      |
| Startups, Forschung und Innovation                                                     |      | Ekaterina Sachariewa   | Bulgarien     |              | EVP                 | GERB                      | RTD, JRC                                                  |
| Energie und Wohnen                                                                     |      | Dan Jørgensen          | Dänemark      |              | SPE                 | S                         | ENER                                                      |
| Nachhaltiger Verkehr und Tourismus                                                     |      | Apostolos Tzitzikostas | Griechenland  |              | EVP                 | ND                        | MOVE                                                      |
| Demokratie, Justiz und Rechtsstaatlichkeit                                             |      | Michael McGrath        | Irland        |              | ALDE                | FF                        | JUST                                                      |
| Mittelmeer (Euro-mediterrane Partnerschaft)                                            |      | Dubravka Šuica         | Kroatien      |              | EVP                 | HDZ                       | MENA                                                      |
| Wirtschaftlichkeit und Produktivität Umsetzung und Vereinfachung                       |      | Valdis Dombrovskis     | Lettland      |              | EVP                 | V                         | ECFIN, EUROSTAT                                           |
| Verteidigung und Raumfahrt                                                             |      | Andrius Kubilius       | Litauen       |              | EVP                 | TS-LKD                    | DEFIS                                                     |
| Landwirtschaft und Ernährung                                                           |      | Christophe Hansen      | Luxemburg     |              | EVP                 | CSV                       | AGRI                                                      |
| Generationengerechtigkeit, Jugend, Kultur und Sport                                    |      | Glenn Micallef         | Malta         |              | SPE                 | PL                        | EAC                                                       |
| Klima und sauberes Wachstum Steuern                                                    |      | Wopke Hoekstra         | Niederlande   |              | EVP                 | CDA                       | CLIMA, TAXUD                                              |
| Innere Angelegenheiten und Migration                                                   |      | Magnus Brunner         | Österreich    |              | EVP                 | ÖVP                       | HOME                                                      |
| Haushalt, Betrugsbekämpfung und öffentliche Verwaltung                                 |      | Piotr Serafin          | Polen         |              | EVP                 | PO                        | BUDG, HR, DGT, SCIC, OLAF, IAS, OIL, OIB, EPSO, PMO, EUSA |
| Finanzdienstleistungen und die Spar- und Investitionsunion                             |      | Maria Luís Albuquerque | Portugal      |              | EVP                 | PSD                       | FISMA                                                     |
| Umwelt, Wasserresilienz und eine wettbewerbsfähige Kreislaufwirtschaft                 |      | Jessika Roswall        | Schweden      |              | EVP                 | M                         | ENV                                                       |
| Handel und wirtschaftliche Sicherheit Interinstitutionelle Beziehungen und Transparenz |      | Maroš Šefčovič         | Slowakei      |              | parteilos           | SMER                      | TRADE, TAXUD, OP                                          |
| Erweiterung Östliche Nachbarschaften und Wiederaufbau der Ukraine                      |      | Marta Kos              | Slowenien     |              | ALDE                | parteilos (ehem. Svoboda) | NEAR                                                      |
| Internationale Partnerschaften                                                         |      | Jozef Síkela           | Tschechien    |              | EVP                 | STAN                      | INTPA                                                     |
| Gesundheit und Tierschutz                                                              |      | Olivér Várhelyi        | Ungarn        |              | parteilos (PfE-nah) | parteilos (Fidesz-nah)    | SANTE                                                     |
| Fischerei und Ozeane                                                                   |      | Costas Kadis           | Zypern        |              | EVP                 | parteilos                 | MARE                                                      |

| Die Farben zeigen die Zugehörigkeit zu den europäischen Parteien an: EVP0 (15: 6 Frauen, 9 Männer) ALDE (5: 3 Frauen, 2 Männer) SPE (4: 2 Frauen, 2 Männer) EKR0 (1: 1 Mann) parteilos (2: 2 Männer) |